# Laryngite
 Mise en garde médicale
Les laryngites sont des inflammations du larynx souvent infectieuses d’origine virale ou bactérienne. Une laryngite peut être plus ou moins dangereuse selon le siège de l’affection.
Il existe aussi des laryngites chroniques irritatives dues au tabac ou à la mauvaise utilisation de sa voix.

## Causes
- infection virale
- reflux gastro-œsophagien
- corps étrangers
- allergies (l'œdème angioneurotique se rapproche de ces formes de laryngites allergiques)[1]
- infection d'origine bactériologique ou mycoses
- toux, tabac, alcool
- inflammation due au surmenage vocal
- corticoïdes pour le traitement de l'asthme

La plupart des laryngites sont d'origine virale, les antibiotiques ne sont donc que rarement prescrits.

## Symptômes
- Le diagnostic de laryngite est clinique et associe un syndrome dysphonique[2] (raucité de la voix, extinction progressive de la voix) et un syndrome dyspnéique (notamment chez l'enfant du fait de l'étroitesse de la filière laryngée, bradypnée inspiratoire avec tirage, ou cornage).
  - En cas d'obstruction sous-glottique, le syndrome dyspnéique domine.
- Les signes de gravité doivent conduire à l'hospitalisation d'urgence : des signes neurologiques (troubles de la conscience), des signes respiratoires (respiration superficielle, difficile et irrégulière, sueurs et cyanose de l'hypercapnie…), des signes cardiovasculaires (tachycardie ou bradycardie…), des signes d'altération de l'état général : altération du faciès, calme après agitation initiale.
- Un syndrome grippal ou la présence d'adénopathie orientent vers une étiologie infectieuse. On peut observer une gêne à la prise alimentaire ou hydrique[3].
- Un mal de gorge avec des sensations de tiraillements.
- Une difficulté à parler.
- Une toux sèche.

## Les différents types de laryngites

### Laryngite chronique
Il s'agit de la plus connue et de la plus fréquente des inflammations du larynx et elle affecte spécifiquement les cordes vocales. Favorisée par le tabac, le climat (professions exercées en extérieur) ou le surmenage vocal, elle altère la voix en l'enrouant.
Parfois aggravée par une toux ou une gêne au niveau de la gorge, sa principale complication, rare mais dangereuse, est l'évolution cancéreuse. On peut détecter cette évolution par une laryngoscopie et des biopsies. Aucun traitement n'est réellement efficace pour une laryngite à part, dans de très rares cas, le laser et la microchirurgie des cordes vocales. Seul le repos vocal et, pour les fumeurs, l'arrêt de la cigarette sont conseillés.

### Laryngite aiguë sous-glottique de l'enfant
Il s'agit d'une inflammation de la muqueuse laryngée sous-glottique (en dessous des cordes vocales) fréquente chez l'enfant de moins de sept ans. Provoquée en général par une infection virale, on la rencontre majoritairement en hiver et ses symptômes souvent nocturnes sont une gêne à l'inspiration provoquant un bruit de stridor et une dyspnée avec voix, cri (chez le nourrisson) et toux rauques caractéristiques.
C'est une urgence, dont l'évolution peut être entravée par l'humidification de l'air et dont le traitement repose sur les corticoïdes per os, et l'association corticoïdes et adrénaline nébulisés.

### Laryngite striduleuse
Forme rare ressemblant à la précédente et souvent associée à une rhinopharyngite.

### Laryngite pseudo-myxomateuse
C'est une variété de laryngite chronique (it) caractérisée par une accumulation dans la muqueuse laryngée, essentiellement les cordes vocales, d'une substance gélatineuse responsable de modifications anatomofonctionnelles locales engendrant une perturbation de la physiologie de la glotte (phonation). L'aspect est caractéristique : les cordes vocales apparaissant « boudinées » avec un aspect gélatineux, comme remplies « d'eau ». À l'examen microscopique, le chorion de la muqueuse laryngée est le siège de dépôts abondants d'une substance myxoïde, alcianophile (colorée par le bleu alcian).

### Épiglottite
Urgence vitale rare touchant plus spécifiquement l'enfant entre 2 et 5 ans, due à l'Haemophilus influenzae et entraînant un œdème de l'épiglotte, membrane qui bascule normalement sur la bouche du larynx pour l'obstruer temporairement lors de la déglutition, et qui dans ce cas va donc provoquer une obstruction persistante, entraînant dyspnée et dysphagie, et à terme asphyxie. Elle est devenue rarissime depuis que la vaccination contre H. Influenzae est devenue systématique.
Attention : l'épiglotte bascule d'avant en arrière. Il ne faut donc jamais allonger le patient car cela peut entraîner un arrêt respiratoire. De ce fait, si l'épiglottite devient menaçante, l'intubation doit être pratiquée en position assise.
Le traitement consiste en une antibiothérapie en urgence.

## Diagnostic différentiel
Les dyspnées supra-laryngées doivent faire évoquer les corps étrangers ou l'abcès rétropharyngé.
Les dyspnées laryngées chroniques doivent faire évoquer un reflux gastro-œsophagien ou une allergie respiratoire. Chez l'enfant de moins de six mois, elles doivent faire évoquer une malformation laryngée.